# Кралство Ломбардия-Венеция
Кралство Ломбардия-Венеция (на италиански: Regno Lombardo-Veneto; на немски: Lombardo-Venezianisches Königreich) е образувано след поражението на Наполеон I съгласно решенията на Виенския конгрес от 9 юни 1815 г. и влиза в състава на Австрийската империя. Кралство Ломбардия-Венеция е анексирано от Кралство Италия през 1866 г.

## История
Виенският конгрес обединява земите на Ломбардия (под австрйско управление от 1713 до 1796 г.) и Венеция (под австрйско управление от 1797 г.) в едно кралство в състава на Австрийската империя.
Кралство Ломбардия-Венеция е образувано по времето на Франц II, който е начело на Хабсбургската монархия от 1815 до 1835 г.
След националните революции от 22 март 1848 г. (Петте дни на Милано) австрийците бягат от Милано, който става седалище на Временното правителство на Ломбардия (на италиански: Governo Provvisorio della Lombardia). На следващия ден Венеция също въстава срещу австрийците и образува Временно правителство на Венеция (на италиански: Governo Provvisorio di Venezia). След поражението на австрийците срещу Кралство Сардиния в битката при Кустоца (1848), изтеглят войскови си части в Милано (6 август) и във Венеция (24 август 1849) и така успяват да си възвърнат контрола над кралството.
След размириците от 1848 – 1849 година австрийският император Франц Йозеф поема управлението над Кралство Ломбардия-Венеция до 1859 г., когато след Втората война за италианска независимост Ломбардия е анексирана, а през 1866 г. e анексирана отново и другата част на кралството – Венеция от Кралство Италия.